# یان زاخفاتوویچ
یان زاخفاتوویچ (لهستانی: Jan Zachwatowicz؛ ۴ مارس ۱۹۰۰ – ۱۸ اوت ۱۹۸۳) یک معمار، متخصص تاریخ معماری و استاد دانشگاه اهل لهستان بود. وی پدر کریستینا زاخفاتوویچ است.
او دانش‌آموختهٔ رشتهٔ مهندسی عمران صنعتی از دانشگاه پلی‌تکنیک پتر کبیر سن پترزبورگ و همچنین رشتهٔ معماری از دانشگاه فناوری ورشو بود.
وی همچنین برندهٔ جوایزی همچون جایزه افتخاری انجمن معماران لهستان (۱۹۷۱) شده‌است.